# Meuterer (Spiel)
Das Spiel Meuterer ist ein Kartenspiel von Marcel-André Casasola Merkle. Es wurde 2001 von der Fachzeitschrift „Fairplay“ mit dem à la carte Kartenspielpreis ausgezeichnet.
Bei diesem Kartenspiel mit 66 verschiedenen Karten schlüpfen die 3 – 4 Spieler als Besatzungsmitglieder eines Handelsschiffs in wechselnde Rollen mit unterschiedlichen Vorteilen: 
- Kapitän
- Meuterer
- Schiffsjunge
- Maat und
- Lademeister

## Spielablauf (Kurzbeschreibung)
Der Kapitän (jeweils der Startspieler) ist als einziger Charakter schon zu Beginn jeder Runde bekannt. Er möchte Rubine, Salz, Wein, Tuch oder Korn (Karten) gewinnbringend verkaufen. Dazu stehen zwölf Inseln (Karten) als Abnehmer zur Auswahl, wobei jede andere Waren annimmt. Wer die meisten Karten einer Sorte bietet, erzielt Gewinnpunkte. Während einer Bietrunde kann man aussteigen, um sich geheim eine Charakterkarte zu nehmen. Dann kann man eine Meuterei anzetteln, bei der man allerdings im Voraus nicht weiß, wer auf wessen Seite steht. Dazu nimmt man die (verbliebenen) Charakterkarten aus der Mitte und wählt sich den gewünschten Charakter aus. Hierbei ist dann zu beachten, dass der Maat immer mit dem Kapitän zusammenspielt, der Meuterer mit dem Schiffsjungen, Lademeister und Händler spielen allein. Meuterer und Schiffsjunge versuchen, mit der Auslage von höheren Karten den Kapitän zu stürzen, der aber Unterstützung durch den Maat erhalten kann. Je nach Ausgang des Duells wechseln Kapitän, Punkteverteilung und auch der neue Zielhafen. Als Händler kann man beim Warenverkauf Vorteile erzielen, als Lademeister darf man beim Nachziehen der Karten aus mehreren auswählen.

## Spielziel
Während des gesamten Spieles gilt es Punkte zu sammeln. Punkte erhält man bei erfolgreichem Warenverkauf, als Kapitän (evtl. durch gewonnene Meuterei) für das Ansteuern einer neuen Insel und bei erfolgreichem Wareneinkauf als Händler. Zum Schluss einer Runde füllen alle wieder ihre Kartenhand auf. Zur Notierung benötigt man noch Bleistift und Papier. Nach acht (bei drei Spielern: neun) Spielrunden gewinnt derjenige mit den meisten Punkten.

## Beurteilung
Nach Ansicht der Preisverleiher besitzt das Spiel die Komplexität eines Brettspiels, mit genügend Anspruch, Bluff, Strategie und Taktik.